# Martin-Riff
Das Martin-Riff ist ein vom Meer überspültes Felsenriff 11 km vor der Mawson-Küste des ostantarktischen Mac-Robertson-Lands. Es liegt etwas westlich des Kap Fletcher.
Die Entdeckung des Riffs geht auf den norwegischen Walfangkapitän Carl Sjövold an Bord der Bouvet III im Januar 1931 zurück. Teilnehmer der British Australian and New Zealand Antarctic Research Expedition (BANZARE, 1929–1931) unter der Leitung des australischen Polarforschers Douglas Mawson sichteten es erneut im Februar 1931. Mawson benannte es nach James Hamilton Martin (1899–1940), Bootsmann seines Forschungsschiffs Discovery.